# Carlo Baumschlager

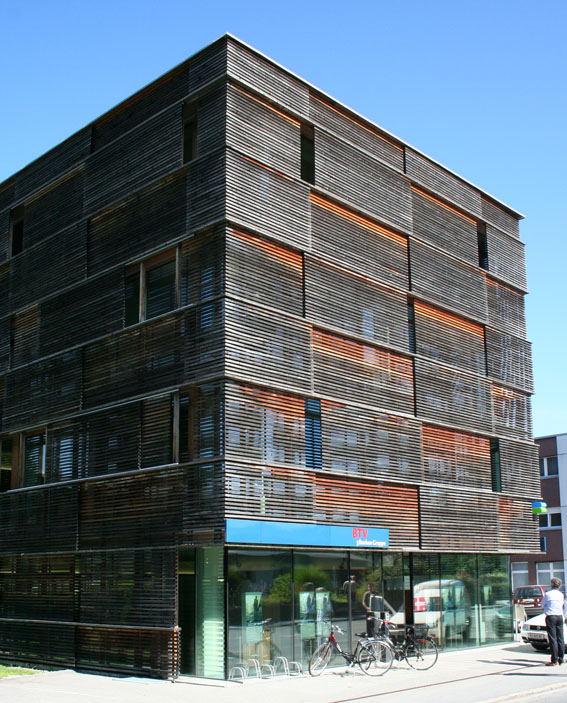
Bankbyggnad, Bregenz.

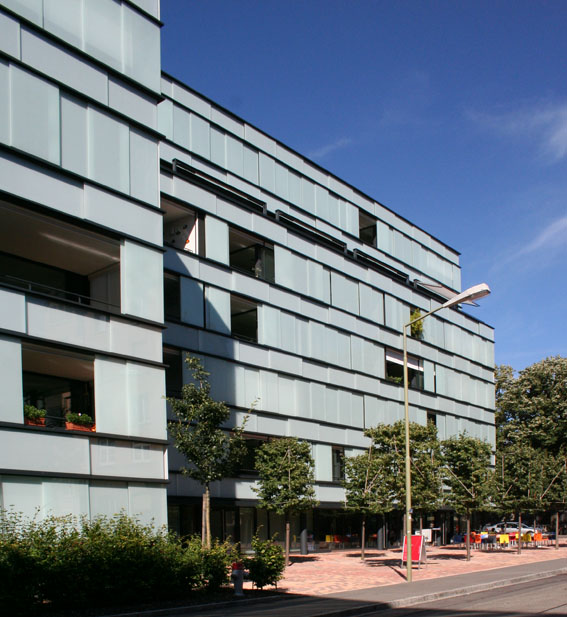
Bostadshus, Winterthur.

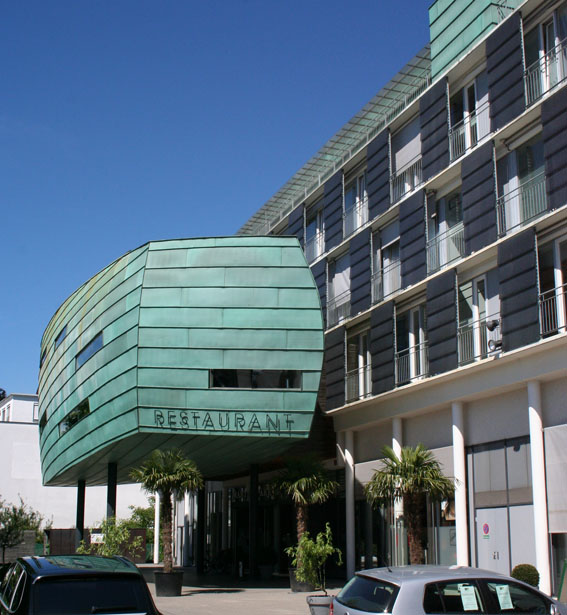
Hotel Martinspark, Dornbirn.

Carlo Baumschlager, född 1956 i Bregenz i Vorarlberg i Österrike, är en österrikisk arkitekt.
Baumschlager studerade på 1970-talet industridesign vid Hochschule für angewandte Kunst i Wien och arkitektur för Hans Hollein, Oswald Mathias Ungers och Wilhelm Holzbauer. Han tog arkitektexamen 1982. Sedan 1985 har Baumschlager drivit arkitektkontor med Dietmar Eberle (Architekturbüro Baumschlager & Eberle) i Lochau. De har huvudsakligen ritat byggnader i Bregenz, Dornbirn och andra platser i Vorarlberg. Bland deras verk finns kontorshus, bostäder, hotell och fabriksanläggningar. Från 1994 till 1997 undervisade Baumschlager i New York vid Syracuse University och sedan 2007 vid Akademie der Bildenden Künste München.